# Phidippus richmani
La araña saltadora de Richman (Phidippus richmani) es una especie de araña saltadora araneomorfa de la familia de los saltícidos. Se distribuye en los Estados Unidos en el estado de Florida.